# Ėvenkijskij rajon
Il distretto degli Evenki (in russo Эвенкийский район?, Ėvenkijskij rajon) è un distretto municipale del Territorio di Krasnojarsk, nella Russia siberiana settentrionale; il capoluogo è il villaggio di Tura.
Il territorio del rajon è coestensivo con l'ex Circondario Autonomo degli Evenki, già unità amministrativa autonoma nell'ambito del kraj di Krasnojarsk e in questo assorbita nel 2007.